# Julian Carroll
Julian Carroll (16 aprile 1931 – Frankfort, 10 dicembre 2023) è stato un politico statunitense.

## Biografia
Fu il 54º governatore del Kentucky: entrò in carica nel 1974, succedendo a Wendell H. Ford. Dal 2005 al 2020 fece parte del Senato del Kentucky.
Carroll è morto ultranovantenne nel 2023.